# Liste der Monuments historiques in Behonne
Die Liste der Monuments historiques in Behonne führt die Monuments historiques in der französischen Gemeinde Behonne auf.

## Liste der Objekte
| Bezeichnung                   | Beschreibung                                                               | Standort                       | Kennzeichnung | Schutzstatus | Datum | Bild |
| ----------------------------- | -------------------------------------------------------------------------- | ------------------------------ | ------------- | ------------ | ----- | ---- |
| Glocke (1)                    | Bronzeglocke, 1811 gegossen; schmiedeeiserner Klöppel, Joch aus Eichenholz | in der Kirche St-Martin (Lage) | PM55001581    | Inscrit      | 2001  |      |
| Skulptur Heiliger Martin      | Stein, farbig gefasst und vergoldet, 18. Jahrhundert                       | in der Kirche St-Martin (Lage) | PM55001583    | Inscrit      | 2004  |      |
| Monstranz auf Tabor           | Silber, vergoldet, Messing, Email und Glas, 1878                           | in der Kirche St-Martin (Lage) | PM55001579    | Inscrit      | 1995  |      |
| Kanzel                        | Holz, Schmiedeeisen, 18. Jahrhundert                                       | in der Kirche St-Martin (Lage) | PM55000116    | Classé       | 1913  |      |
| Skulptur Madonna mit Kind (1) | Stein, farbig gefasst und vergoldet, 18. Jahrhundert                       | in der Kirche St-Martin (Lage) | PM55001580    | Inscrit      | 1998  |      |
| Glocke (2)                    | Bronzeglocke, 1811 gegossen; schmiedeeiserner Klöppel, Joch aus Eichenholz | in der Kirche St-Martin (Lage) | PM55001582    | Inscrit      | 2001  |      |
| Chorgestühl                   | Holz, 15. Jahrhundert                                                      | in der Kirche St-Martin (Lage) | PM55000115    | Classé       | 1905  |      |
| Skulptur Madonna mit Kind (2) | Stein, farbig gefasst und vergoldet, 18. Jahrhundert                       | in der Kirche St-Martin (Lage) | PM55001584    | Inscrit      | 2004  |      |